# Михаил Фёдорович (посадник)
Михаил Фёдорович (ум. 18 февраля 1268) — новгородский посадник в 1257—1268 годах.

## Посадничество
Михаил Фёдорович пришёл в Новгород в 1257 году из Ладоги. Тогда же было дано ему Новгородское посадничество, когда Новгородским князем был Александр Невский.

### Договор с немцами
Во время своего посадничества Михаил Фёдорович принимал участие вместе с тысяцким Жирославом, князем Александром Невским и его сыном Дмитрием Александровичем в переговорах с дипломатами из Готланда, Любека и немецких городов. Результатом переговоров был договор о мире и торговле между ними, основным положением которого было не нарушать установленные порядки, если находились по торговым делам — немцы на новгородской или новгородцы на немецкой территориях. Однако сам договор был скреплён печатью Тверского князя Ярослава Ярославича, что объяснялось отсутствием князя Александра в Новгороде, так как он находился в это время в Орде, либо из—за того, что Новгородом с ноября 1263 года стал управлять князь Ярослав.
Возможная датировка этого договора 1262—1263 годы. По мнению В. Л. Янина, договор мог быть заключён после успешного похода новгородцев во главе с князем Дмитрием Александровичем на Юрьев осенью 1262 года, что даёт нам верхний рубеж датирования. 1263 год — это нижний рубеж хронологии, за который невозможно выйти, так как князь Александр Невский умер 14 ноября 1263 года.

### Отношения с Ярославом Тверским
В 1264 году новгородцы по согласию с посадником Михаилом Фёдоровичем выгнали из Новгорода князя Дмитрия Александровича по той причине, что князь был мал возрастом. На Новгородское княжение к Ярославу Александровичу Тверскому были посланы сын посадника и лучшие бояре. В том же году (27 января 1264 года) князь принял в управление Новгородской землёй. С ним был заключён договор от лица посадника, тысяцкого Кондрата и от всего Новгорода, также и в 1266 году был заключён следующий договор (В. Л. Янин считает, что и второй договор также был подписан в 1264 году). В этих договорах урезалась власть Новгородского князя, предоставляя большую власть посаднику. Теперь без посадника князь ничего не решал — не мог он сменять должностных лиц, не мог самостоятельно давать грамоты и заниматься судейством, не мог заключать торговые договора с иностранцами и разное другое.

### Раковорская битва
В 1268 году новгородцами был организован поход против Литвы, который из—за разногласий так и не состоялся. После этого они предприняли поход в эстонскую землю и дошли до замка Раквере, но с некоторыми потерями вернулись обратно. Новгородцы вместе с посадником Михаилом Фёдоровичем обратились за помощью к князьям — Дмитрию Александровичу и Ярославу Ярославичу. Последний в Новгород послал вместо себя своих сыновей Святослава и Михаила. Кроме выше названых, в походе приняли участие некоторые другие древнерусские князья и Довмонт Псковский. Военный поход начался 23 января 1268 года и закончился 18 февраля 1268 года победой над немцами в Раковорской битве. Во время этой битвы погиб посадник Михаил Фёдорович и много других новгородцев, как бояр, так и простых людей. Тело посадника было погребено в Софийском соборе в Новгороде. Тогда же был избран в посадники Павша Онаньинич.

## Семья
1. Михаил Фёдорович
  1. Семён Михайлович
    1. Матвей Семёнович